# Ha-ha
En ha-ha eller aha er inden for landskabsarkitekturen et hegn eller en mur der ved at være nedsænket gøres næsten usynlig og dog kan virke som en grøft der forhindrer kvæg i at komme ind i parken eller anlægget. De blev især taget i brug ved anlæggelsen af de engelske landskabelige haver eller parker i 1700-tallet. 